# Vitt
Vitt es un municipio situado en el distrito de Pomerania Occidental-Rügen, en el estado federado de Mecklemburgo-Pomerania Occidental (Alemania).
Se encuentra al extremo norte de la isla de Rügen, junto a la costa del mar Báltico.